# Station Tsukamoto
Station Tsukamoto (塚本駅, Tsukamoto-eki) is een spoorwegstation in de wijk Yodogawa-ku in Osaka, Japan. Het wordt aangedaan door de JR Kobe-lijn en de Fukuchiyama-lijn. Daarnaast rijden de treinen van de Kobe-lijn regelmatig door als de JR Kioto-lijn tot aan Kioto. De Fukuchiyama-lijn stopt alleen als deze vanuit oostelijke richting (Osaka) komt. Het station heeft vier sporen, waarvan sporen één en vier bestemd zijn voor doorgaande treinen.

## Lijnen

### JR West
| 1 | ■ Doorgaande treinen |                                                                     |
| 2 | ■ JR Kioto-lijn      | richting Osaka, Shin-Osaka, Takatsuki en Kioto                      |
| 3 | ■ JR Kobe-lijn       | richting Sannomiya en Himeji - Takarazuka (via de Fukuchiyama-lijn) |
| 4 | ■ Doorgaande treinen |                                                                     |

## Geschiedenis
Het station werd in 1934 geopend, hoewel het al sinds 1918 als stopplaats diende. Het station is tweemaal (in 1934 en 1972) verbouwd.

## Overig openbaar vervoer
Bussen 8, 42, 92 & 93

## Stationsomgeving
- Yodogawa
- Sunriver Kashiwazato-winkelpromenade
- Dependance van Glico
- 7-Eleven
- McDonald's
- FamilyMart
- Lawson

(Tōkaidō-lijn<<) · Ōsaka · Tsukamoto · Amagasaki · Tachibana · Koshienguchi · Nishinomiya · Sakura-Shukugawa · Ashiya · Konan-Yamate · Settsu-Motoyama · Sumiyoshi · Rokkomichi · Nada · Sannomiya · Motomachi · Kōbe · Hyōgo · Shin-Nagata · Takatori · Suma-Kaihinkōen · Suma · Shioya · Tarumi · Maiko · Asagiri · Akashi · Nishi-Akashi · Okubo · Uozumi · Tsuchiyama · Higashi-Kakogawa · Kakogawa · Hoden · Sone · Himeji-Bessho · Gochaku · Himeji · (>>Sanyō-lijn) 

Wadamisaki-lijn: Hyōgo · Wadamisaki